# Медаль «Захиснику вільної Росії»

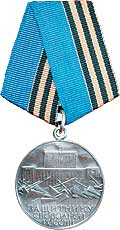
Реверс медалі

Медаль «Захиснику вільної Росії» (рос. медаль «Защитнику свободной России») — державна нагорода Російської Федерації.

## Історія нагороди
- 2 липня 1992 року Верховна Рада Російської Федерації Законом № 3183-I «Про встановлення медалі „Захиснику вільної Росії“»[1] заснувала медаль «Захиснику вільної Росії» та затвердила діючи положення про медаль та її опис.
- В переліку державних нагород Російської Федерації, встановленому Указом Президента Російської Федерації від 7 вересня 2010 року № 1099 «Про заходи щодо вдосконалення державної нагородної системи Російської Федерації»[2], медаль «Захиснику вільної Росії» знаходиться після медалі Пушкіна. Разом з тим, зміни до положення про медаль та її опис, затверджені Законом № 3183-I, не вносились.

## Положення про медаль
1. Нагородження медаллю «Захиснику вільної Росії» проводиться Президентом Російської Федерації.
2. Медаллю «Захиснику вільної Росії» нагороджуються громадяни Російської Федерації, іноземні громадяни та особи без громадянства за мужність, проявлену в захисті конституційного ладу в період спроби державного перевороту 19 — 21 серпня 1991 року, за заслуги у проведенні в життя демократичних перетворень, економічних і політичних реформ, зміцнення російської державності, за внесок у вирішення національних проблем.
3. Представлення до нагородження медаллю «Захиснику вільної Росії» та вручення її провадяться в порядку, встановленому чинним законодавством про державні нагороди Російської Федерації.

### Порядок носіння
- Положенням, затвердженим у 1992 році Законом № 3183-I, визначено, що медаль «Захиснику вільної Росії» носиться на лівій стороні грудей і за наявності орденів і медалей розташовується після медалі СРСР «За доблесну працю у Великій Вітчизняній війні 1941–1945 рр.».
- Указом Президента Росії № 1099, що встановив діючу систему державних нагород Російської Федерації у 2010 році, визначено, що медаль «Захиснику вільної Росії» носиться на лівій стороні грудей після медалі Пушкіна.

## Опис медалі
- Медаль «Захиснику вільної Росії» має форму правильного кола діаметром 34 мм. На лицьовій стороні медалі в центрі рівностороннього хреста зображений св. Георгій, що вражає змія, і рельєфний напис «21 августа 1991 г.». На гладкому тлі навколо хреста зображення гілок лавра і дуба.
- На зворотному боці медалі на хвилястому тлі зображено Будинок Рад Росії та умовне зображення барикад. У нижній частині в три рядки розташований рельєфний напис «Защитнику свободной России».
- Краї медалі облямовані бортиком.
- Медаль виготовляється з томпаку, срібляста.
- Медаль за допомогою вушка і кільця з'єднується з п'ятикутною колодочкою, обтягнутою муаровою стрічкою здвоєною шириною 24 мм, наполовину блакитний, наполовину «георгіївською».
- Медаль має номер.

## Нагороджені
Першими медалями «Захиснику вільної Росії» були посмертно нагороджені Дмитро Комар, Ілля Кричевський і Володимир Усов, загиблі під час подій 19 — 21 серпня 1991 року.

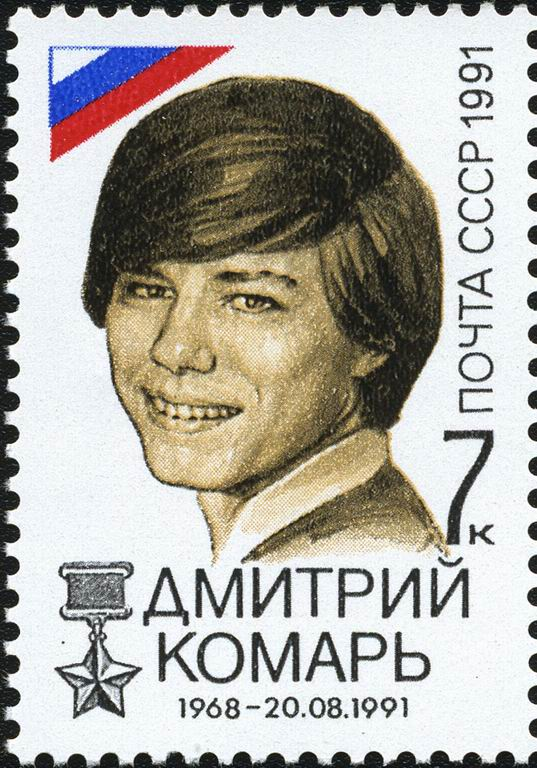
Дмитро Комар
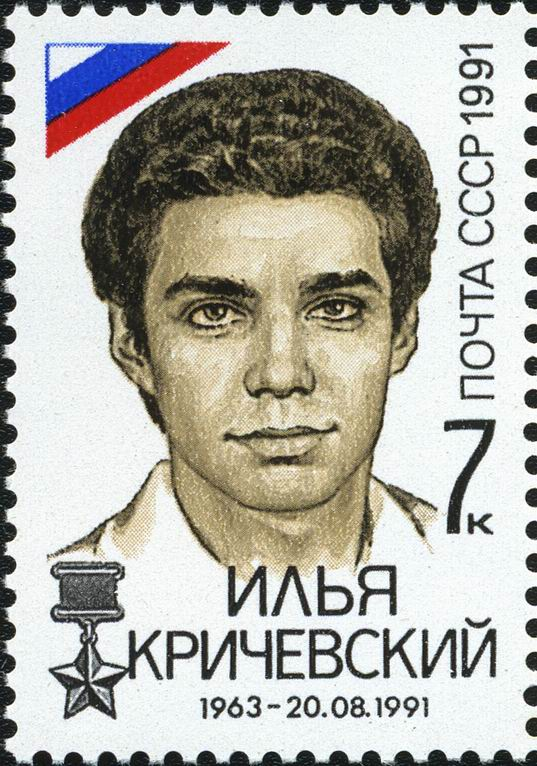
Ілля Кричевський
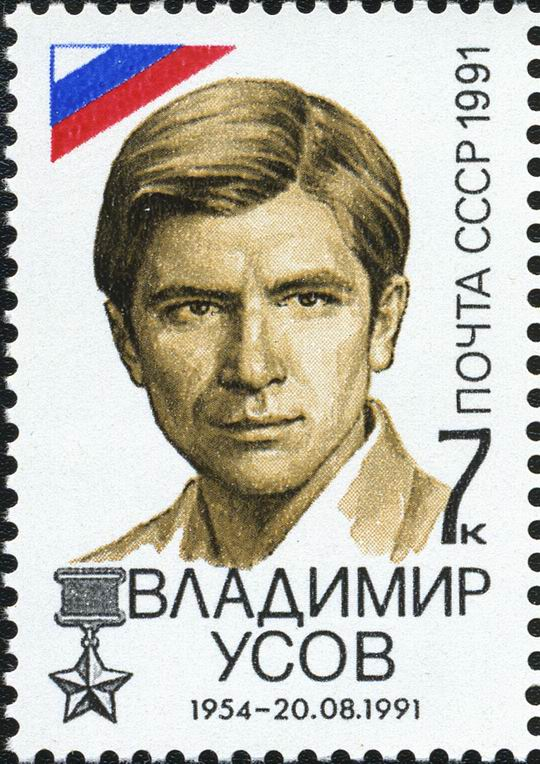
Володимир Усов